# Gmina Milicz
Die Gmina Milicz [ˈmʲiliʧ] ist eine Stadt- und Landgemeinde im Powiat Milicki der Woiwodschaft Niederschlesien in Polen. Verwaltungssitz des Powiat und der Gemeinde ist die gleichnamige Stadt (deutsch: Militsch) mit etwa 11.200 Einwohnern.

## Geographie
Die Gemeinde liegt im Nordosten der Woiwodschaft und grenzt im Nordwesten und Osten an die Woiwodschaft Großpolen. Breslau liegt etwa 40 Kilometer südwestlich. Nachbargemeinden sind Rawicz, Pakosław und Jutrosin im Nordwesten, Cieszków im Norden, Zduny und Sulmierzyce im Nordosten, Odolanów im Osten, Sośnie im Südosten, Krośnice, Zawonia und Trzebnica im Süden sowie Żmigród im Westen. Zu den Fließgewässern gehört die Barycz (Bartsch).
Mit einer Fläche von 435,6 km² gehört die Gemeinde zu den größten des Landes, von ihr werden 41 Prozent land- und 43 Prozent forstwirtschaftlich genutzt.

## Partnerstädte
- Lohr am Main, Bayern (seit 2001)
- Kobuleti, Georgien
- Springe, Niedersachsen (seit Juni 2021)[2]

## Gliederung
Die Stadt- und Landgemeinde Milicz umfasst neben der Stadt 52 Ortschaften mit einem Schulzenamt:
- Baranowice (Neu Barnitz)
- Bartniki (Bartnig)
- Borzynowo (Borsinowe)
- Brzezina Sułowska (Breschine-Sulau, 1936–1945 Birkweiler)
- Czatkowice (Tschotschwitz, 1939–1945 Brandetal)
- Duchowo (Duchawe, 1936–1945 Weinberge)
- Dunkowa (Donkawe, 1937–1945 Freihufen)
- Gądkowice (Gontkowitz, 1937–1945 Schönkirch)
- Godnowa (Goidinowe, 1939–1945 Amwald)
- Gogołowice (Gugelwitz)
- Gołkowo
- Grabownica (Grabofnitze, 1935–1945 Buchendorf)
- Grabówka (Grabofke, 1939–1945 Buchenhagen)
- Gruszeczka (Birnbäumel)
- Henrykowice (Heinrichsdorf)
- Kaszowo (Kassawe, 1939–1945 Thomasort)
- Kolęda (Kollande)
- Latkowa (Liatkawe, 1937–1945 Laubendorf)
- Łąki (Lunke)
- Miłochowice (Melochwitz, 1936–1947 Mühlhagen)
- Miłosławice (Mislawitz, 1937–1945 Schwertfelde)
- Młodzianów (Idahof)
- Niesułowice (Nesselwitz)
- Nowy Zamek (Neuschloß)
- Olsza (Ollsche, 1939–1945 Erlendorf)
- Ostrowąsy (Nieder-Wiesenthal)
- Piękocin (Neuwalde)
- Piotrkosice (Peterkaschütz, 1937–1945 Lachmannshofen)
- Poradów (Paradawe, 1936–1945 Neufelde)
- Postolin (Postel)
- Potasznia (Podasch)
- Pracze (Protsch, 1937–1947 Kiefernwalde)
- Ruda Milicka (Althammer-Militsch)
- Ruda Sułowska (Hammer-Sulau)
- Sławoszowice (Schlabitz, 1935–1945 Rudolfsdorf)
- Słączno (Schlenz)
- Stawiec (Steffitz)
- Sulimierz (Neudorf-Sulau)
- Sułów (Sulau)
- Świętoszyn (Schwentroschine, 1939–1945 Waldheide)
- Tworzymirki (Groß Tworsimirke, 1939–1945 Eichdorf)
- Tworzymirki Górne (Klein Tworsimirke, 1939–1945 Lindenta)
- Wałkowa (Wallkawe, 1936–1945 Walken)
- Węgrzynów (Wangersinawe, 1936–1945 Wenkendorf)
- Wielgie Milickie (Gorke, 1939–1945 Wehlige)
- Wilkowo (Willkowe, 1936–1945 Wolfsbruch)
- Wodników Górny (Ober-Wiesenthal)
- Wrocławice (Breslawitz, 1939–1945 Burgwall)
- Wróbliniec (Wildbahn)
- Wszewilki (Ziegelscheune)
- Wziąchowo Małe (Klein Tschunkawe, 1936–1945 Preußenfeld)
- Wziąchowo Wielkie (Groß Tschunkawe, 1936–1945 Preußental)

Zu der Vielzahl kleinerer Ortschaften gehören unter anderem:
- Joachimówka (Joachimshammer)
- Kąty (Gestüt Konte)

## Bildung
Die Gemeinde Milicz unterhält zwei Gymnasien (liceum), vier Mittelschulen (gimnazjum), sieben Grundschulen (szkoła podstawowa) und einen Kindergarten (przedszkole).

## Persönlichkeiten
- Ida von Reinsberg-Düringsfeld (1815–1876), Schriftstellerin und Dichterin
- Heinrich von Salisch (1846–1920), Gutsherr in Postel, schuf dort ein forstliches Musterrevier; starb ebenda.
- Ernst von Heydebrand und der Lasa (1851–1924), Gutsherr in Golkowo, Politiker, Abgeordneter im Reichstag für die Deutschkonservative Partei